# 20312 Danahy
20312 Danahy è un asteroide della fascia principale. Scoperto nel 1998, presenta un'orbita caratterizzata da un semiasse maggiore pari a 2,4281970 UA e da un'eccentricità di 0,1301579, inclinata di 5,71342° rispetto all'eclittica.